# Zenó i companys màrtirs de Roma
|  | Per a altres significats, vegeu «Zenó (desambiguació)». |

Zenó i els seus companys van ésser màrtirs a Roma. Van patir martiri durant la persecució de Dioclecià al lloc anomenat Acquae Salviae i on havia estat martiritzat Pau de Tars. La llegenda diu que Zenó era tribú i, juntament amb els 10.203 soldats que comandava, va ésser condemnat per l'emperador després d'haver-los fet construir les termes, l'any 298.
S'ha identificat aquests màrtirs amb el Zenó commemorat amb els sants Ciril, Cindeu i deu companys més. Al Martirologi romà antic constaven com a «a Roma, els màrtirs Zenó i altres deu mil dos-cents tres», el dia 9 de juliol. Alguns tractadistes pensen que es tracta d'una mala lectura de "X[risti] M[ilitum] CCIII" ("203 soldats de Crist"), referint-se als màrtirs; segons aquesta hipòtesi, serien 203 els companys morts.

## Veneració
Sobre el lloc del martiri es va aixecar l'església de Santa Maria Scala Coeli, avui integrada al conjunt de l'Abadia de les Tres Fonts, consagrada a Sant Pau. Reedificada el 1582, Santa Maria conserva l'antiga cripta amb l'altar de San Zenone de la cripta. Algunes relíquies van portar-se a altres esglésies romanes, com: S. Andrea al Quirinale, Ss. Vincenzo ed Anastasio, Ss. XII Apostoli, S. Pietro in Vaticano i S. Maria Maggiore.

### Patronatge d'Arenys de Mar

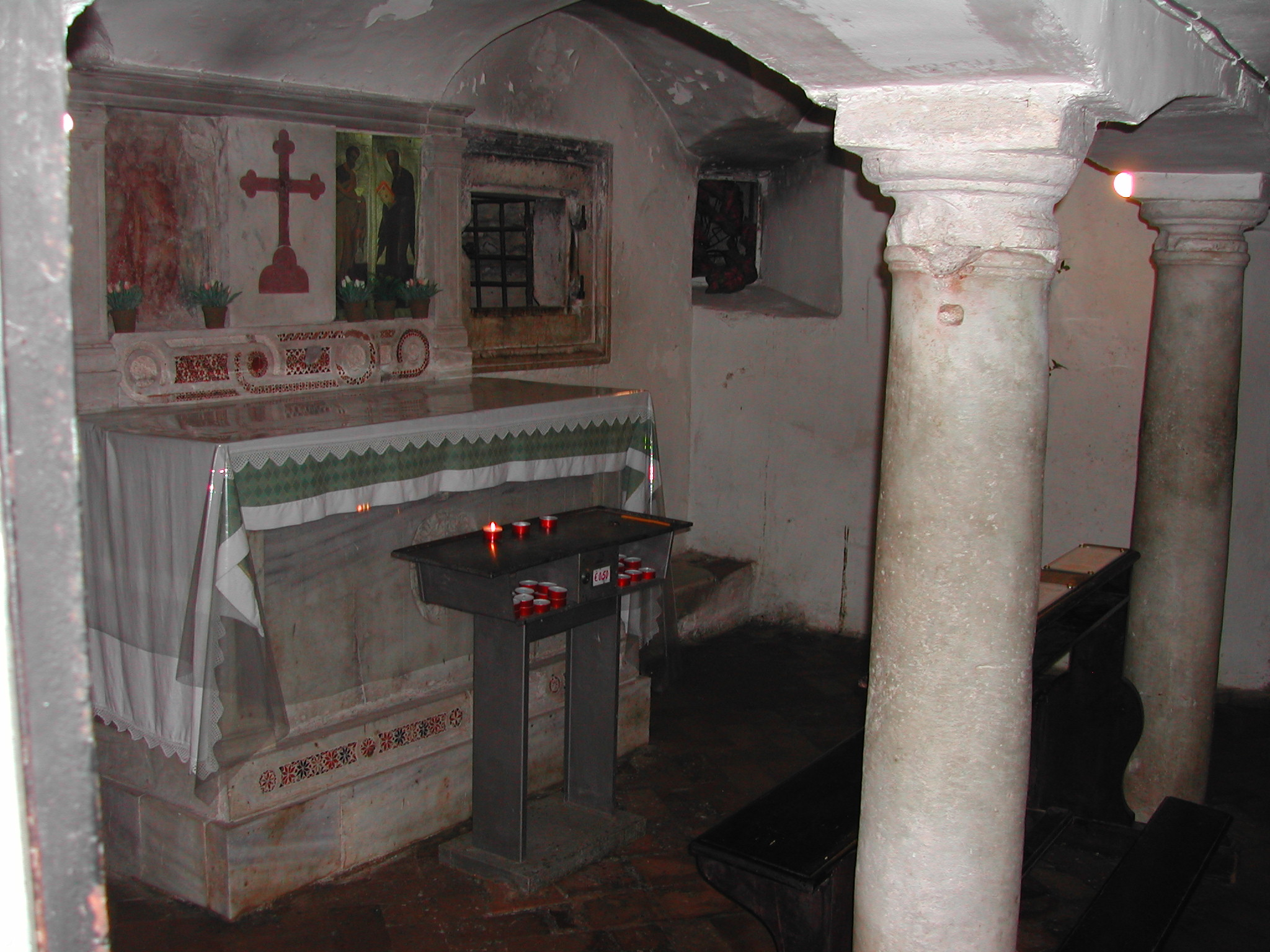
Cripta de Sant Zenó a S. Maria Scala Coeli (Roma)

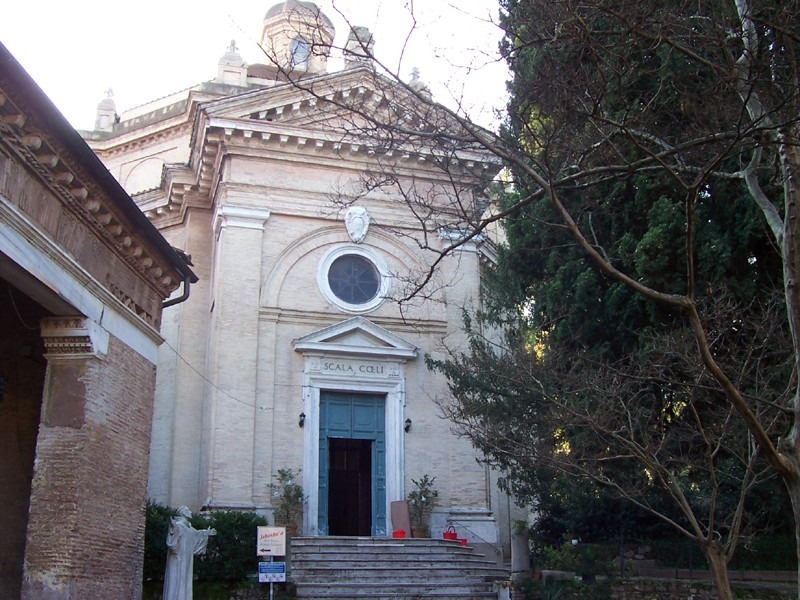
Entrada a l'església de S. Maria Scala Coeli

Des del segle xvii, Sant Zenó és patró d'Arenys de Mar, on és anomenat Sant Zenon. L'origen del patronatge se situa el 1584, quan un clergue del bisbat de Sigüenza, Juan Domínguez, va arribar a la vila d'Arenys procedent de Roma. Portava unes relíquies, certificades amb una butlla datada el 4 de novembre de 1583 a Santa Maria Scala Coeli i signada per Gregori XIII, que concedia al clergue les relíquies de sant Zenó perquè les portés a la parròquia de Fuentelsaz, poblet de Guadalajara d'on és el sant patró. Domínguez va emmalaltir greument i fou atès a Arenys; en sanar, agraït per l'hospitalitat i l'atenció rebuda, va donar part de les relíquies del sant Zenó a la parròquia de la vila.
El mateix any de 1584 es comença a construir la nova església d'Arenys de Mar, dedicada a la patrona, la Mare de Déu de l'Assumpció. Les relíquies deixades pel pelegrí s'hi van dipositar i van ésser venerades des d'aviat; no consta el moment que és ja tingut per patró de la vila, amb la Mare de Déu, però en 1664 un vot del municipi diu:
| « | De molts anys ençà, la nostra església parroquial de Santa Maria d'Arenys, atresora i guarda amb la deguda veneració alguns ossos de Sant Zenon i els seus companys, la festivitat dels quals celebra aquesta església el dia novè del mes de juliol. I aquestes relíquies serien tingudes amb major culte i més devoció pels habitants d'aquesta parròquia si el dia de la festivitat dels esmentats màrtirs fos comptat entre els que per precepte la religió obliga com en els diumenges... els plau observar perpètuament la festa de l'esmentat sant Zenon el dia novè de juliol de cada any com en els sants diumenges... | » |

El vot fou confirmat pel bisbe de Girona Josep Fageda el 16 de juny de 1644. Des de llavors, el 9 de juliol és festa a Arenys de Mar, com a patró.
Els goigs del sant, on es pot veure la grafia "Zenon", comencen:
| « | Cantem un himne a Sant Zenon patró d'Arenys, la gaia vila, que els nostres enemics confon i ens fa la vida tan tranquil·la. Honor i glòria a Sant Zenon! En l'alba sangonent del cristianisme, els senyalats amb l'aigua del Baptisme d'esclaus rebien el vil tractament. Convertits que vau ésser a la llei nova Vós i els vostres companys de dura prova vau suportar sense defalliment. Cantem…. La fe dels cristians us sostenia i amb més força afirmàveu cada dia que només de Jesús éreu soldat. Ben aviat la paga us era dada que a la mateixa vall verda i gemada i com Sant Pau fóreu decapitat Cantem… Quan Arenys caminava amb passa incerta confiant que estaríeu sempre alerta, us escollí per guia i per Patró. Ha conservat fidel vostre guiatge i d'un pom de verol us fa homenatge un cop cada any i us porta en processó. Cantem… | » |

La lletra de l'himne de Sant Zenon fou escrita per Joan Draper i la música composta per Xavier Maimí, l'any 1943.
A la parròquia de Sant Fèlix de Sabadell es conserva un reliquiari del segle xviii, que conté relíquies de sant Zenó, sant Fèlix i sant Victorià. Aquestes relíquies van arribar a Sabadell l'any 1579, procedents de Roma.